# Spirostreptus amphibolius
Spirostreptus amphibolius är en mångfotingart som beskrevs av Karsch 1881. Spirostreptus amphibolius ingår i släktet Spirostreptus och familjen Spirostreptidae. Inga underarter finns listade i Catalogue of Life.